# Ciutat de Barcelona 2005
Il Ciutat de Barcelona 2005 è stato un torneo di tennis facente parte della categoria ATP Challenger Series nell'ambito dell'ATP Challenger Series 2005. Il torneo si è giocato a Barcellona in Spagna dal 10 al 16 ottobre 2005 su campi in terra rossa.

## Vincitori

### Singolare
Fernando Vicente ha battuto in finale  Albert Portas con il punteggio di 6–2, 6–2

### Doppio
David Marrero /  Gabriel Trujillo Soler hanno battuto in finale  Bart Beks /  Matwé Middelkoop con il punteggio di 6–4, 6–4